# 張楷奕
張楷奕（英語：Chang Kai-Yi，1989年12月20日—），男演員、KOL、模特兒、廚師、品酒師，高雄市人。2016年研究所畢業後進入模特兒圈，拍攝過尖端出版《COOL 流行酷報》、《MILK誌》、《MEN'S UNO》、《GQ》、《Ology Addiction》...等雜誌，2018年開始晉升為意見領袖KOL，在2018年因品牌受邀至《FACEBOOK》亞洲總部拍攝廣告，同年徵選上至美國洛衫既拍攝短片電影《Charm魅》，而開始接觸戲劇演出；也在同年錄製了自己的網路頻道《酒肆煮夫》。2019年，演出了TVBS戲劇《天堂的微笑》初試啼聲；也在同年演出了大陸網路電影《惡搞之王》、金馬短片電影《阿嬤的秘密》，在2019年初與張景嵐組合主持《最餓廚房》。

## 個人簡介
張楷奕出生於高雄市。男演員、KOL、模特兒、廚師、品酒師。
2016年，因研究所畢業被許多設計師、攝影師、造型師及彩妝師的邀請，因而進入模特圈，參與過LOVFEE、MISCHIEF、CUBOX、FUKUROU LIVING、DC、STAGE、UNDER PESCE...等品牌形象，也拍攝過《COOL 流行酷報》、《MILK誌》、《MEN'S UNO》、《GQ》、《Ology Addiction》...等雜誌。
楷奕也被稱為賈斯汀“JUSTIN”，其後也被業界稱呼為煮夫、阿汀。
戲劇方面，2016出道成為平面模特兒後，2018年轉戰戲劇圈，首部電視戲劇作品TVBS《天堂的微笑》飾演年輕向東，之後接演了網路電影《惡搞之王》，同年8月演出了《阿嬤的秘密 》(2019年金馬影展短片電影）及緝魔電視影集前導預告片。
2019年11月考上葡萄酒大師WSET葡萄酒品酒師初級證照。

## 影视作品

### 电影
| 年份 | 電影名稱                   | 導演   | 角色     |
| 2016 | 我的蛋男情人               | 傅天余 | 廚師阿楷 |
| 2018 | CHARM魅                    |        | Charlie  |
| 2019 | 惡搞之王                   | 費凡   | 杜賭     |
| 2019 | 公視新創電影《阿嬤的秘密》 | 林世菁 | 孫子勇霖 |
| 2022 | 一杯熱奶茶的等待           | 詹馥華 | 阿智     |
| 2023 | 夢遊樂園                   | 賴國安 | 樹精     |

### 戲劇
| 年份 | 戲劇名稱       | 導演           | 角色                           |
| 2019 | 天堂的微笑     | 姜瑞智         | 年輕程向東(飾演黃尚禾年輕時期) |
| 2020 | 同居世代       |                | 楷奕                           |
| 2022 | 台北女子圖鑑   | 李芸嬋         | Jimmy                          |
| 2024 | 關於未知的我們 | 姜瑞智         |                                |
| 2025 | 對立而已       | 吳凱蕙、蔡妃喬 |                                |

### 廣告
| 年份 | 名稱        |
| ---- | ----------- |
| 2021 | 百威啤酒    |
| 2022 | disney+推廣 |
| 2023 | 必勝客      |

### MV
| 年份 | 歌手   | 歌名               |
| ---- | ------ | ------------------ |
| 2022 | 張若凡 | 等待被理解的人     |
| 2023 | 李佳歡 | 情歌沒說的事       |
| 2023 | 徐暐翔 | 此生最美的錯       |
| 2023 | 蘇明淵 | 朋友一大拖攏結婚啦 |
| 2025 | 曾沛慈 | 搶先看             |
| 2025 | 曾沛慈 | 數到十             |

### 節目
| 年份 | 節目名稱                | 頻道    |
| 2020 | 台北101種玩法（第二輯） | TVB     |
| 2020 | 肌餓廚房(第一季)        | ETtoday |
| 2020 | 從夏天出發              | TVB     |
| 2019 | 最餓廚房                | 噓!星聞 |

## 外部連結
- 張楷奕的Facebook專頁
- 張楷奕的Instagram帳戶